# 邓辰西
邓辰西（1912年5月1日—1991年8月22日），又名晨曦、肇祥，男，山西临汾人，中华人民共和国政治人物，曾任全国供销合作总社副主任、第二商业部副部长，山东省人民委员会副省长。
1912年5月1日出生于山西省临汾市周家庄，1926年参加西北革命同志同盟会，1936年11月加入中国共产党，同年参加山西牺牲救国同盟会。历任牺盟会晋城县特派员、牺盟晋城中心区组织部长、中共晋城中心县委组织部长、安泽县县长、和顺县县长、太行第三行署代理专员、第七行署副专员、中共太行区七地委常委、太行第五行署专员、冀南银行太行区行经理、石家庄市生产推进社主任、华北供销合作社副主任等职。
解放后，历任中国人民银行西南区行行长、西南军政委员会合作事业局局长、全国供销合作总社副主任、第二商业部副部长、山东省副省长、中共山东省委常委、书记处书记，中共河北省委候补书记、国务院财贸办公室副主任、山西省供销合作社党组书记、主任。1980年3月任山西财贸委员会副主任兼山西财经学院党委书记、院长。
邓辰西是中共第八次代表大会代表、山西省第四届政协常委。
1991年8月22日在太原逝世，享年79岁。